# Rapidus
Rapidus Corporation (Rapidus株式会社, Rapidus Kabushiki-gaisha) és un fabricant de semiconductors amb seu a Chiyoda, Tòquio, Japó. Rapidus es va establir l'agost de 2022 amb el suport de vuit grans empreses japoneses: Denso, Kioxia, MUFG Bank, NEC, NTT, SoftBank, Sony, i Toyota. L'objectiu de Rapidus és augmentar la capacitat avançada de fabricació de semiconductors amb un procés de 2 nm el 2027.
La indústria dels semiconductors al Japó era altament competitiva als anys vuitanta, amb una quota global que arribava al 50%. No obstant això, la ja (Japan-United States semiconductor agreement) va concloure per resoldre la fricció comercial i l'auge de Corea del Sud i Taiwan va reduir gradualment la competitivitat. El 1999, Elpida Memory es va establir integrant els negocis d'Hitachi i NEC per a DRAM, un dels semiconductors per a memòria, i més tard es va fer càrrec del negoci de Mitsubishi Electric, i en un moment va adquirir la tercera quota de mercat més gran del món en aquest camp. No obstant això, la gestió es va deteriorar a causa del xoc de Lehman el 2009 i la posterior recessió de l'apreciació del ien, i tot i que es va oferir suport amb fons governamentals, va fer fallida el 2012. Elpida va ser adquirida per Micron Technology el 2013, i va canviar el seu nom a Micron Memory Japan el 2014. A causa de la competència internacional d'empreses com TSMC, Samsung Electronics i Intel, la quota de les empreses japoneses en el conjunt de la indústria dels semiconductors ha caigut fins al 10% a partir del 2019.
El maig de 2022, el president dels Estats Units, Joe Biden, i el primer ministre japonès Fumio Kishida, es van reunir a Tòquio i van discutir una col·laboració més gran en tecnologies importants, com ara semiconductors, energia nuclear, exploració espacial, bateries elèctriques, minerals crítics i cadenes de subministrament. La política bàsica del segon gabinet de Kishida (Honebuto no hōshin) anunciada el 7 de juny de 2022 incloïa la consideració del suport a les empreses privades que desenvolupen tecnologies avançades de nova generació i l'establiment d'una infraestructura de disseny i fabricació de semiconductors de propera generació a la segona meitat de els anys 2020. El 29 de juliol de 2022, es van mantenir converses d'alt nivell entre els Estats Units i el Japó pel secretari d'Estat dels EUA Antony Blinken, la secretària de Comerç dels EUA Gina Raimondo, el ministre d'Afers Exteriors japonès Yoshimasa Hayashi i el ministre de Comerç japonès Koichi Hagiuda per discutir la col·laboració per al desenvolupament de semiconductors. A més, el discurs polític del primer ministre Fumio Kishida a la ja (210th session of the Diet) el 3 d'octubre de 2022 va incloure la transformació digital (DX) fomentant la inversió pública i privada, i va anunciar que promouria el desenvolupament tecnològic i la producció massiva de semiconductors de nova generació mitjançant la col·laboració entre Japó i els Estats Units. El Ministeri d'Economia, Comerç i Indústria (METI) ha decidit establir el Centre Tecnològic de Semiconductors d'avantguarda (LSTC) com a organització per dur a terme investigacions sobre semiconductors de propera generació en previsió de la investigació conjunta entre els dos països basada en els principis bàsics de la cooperació de semiconductors entre el Japó i els Estats Units es va acordar al maig. LSTC i Rapidus col·laboren per establir una plataforma de disseny i fabricació de semiconductors de nova generació al Japó.
El 13 de desembre de 2022, IBM i Rapidus van anunciar el desenvolupament de la tecnologia de nodes de 2 nanòmetres, amb la producció dels dispositius FET de porta de fulla nanosheet (GAA FET) prèviament anunciats per IBM el 2021 que es realitzarà per Rapidus. a la seva fàbrica al Japó. S'espera que els xips de semiconductors de 2 nm que Rapidus pretén produir tinguin fins a un 45% millor rendiment i utilitzin un 75% menys d'energia en comparació amb els xips de 7 nm al mercat el 2022. El gener de 2023, representants de Rapidus i IBM van participar en una reunió entre el successor del ministre de Comerç japonès Hagiuda, Yasutoshi Nishimura, i el secretari Raimondo.
Segons un article de Bloomberg del 27 de febrer de 2024, Rapidus va anunciar que havia estat contractat per produir xips d'IA de nova generació de la startup canadenca Tenstorrent. Tenstorrent és el primer client anunciat per Rapidus. L'arquitectura que Tenstorrent va subcontractar a Rapidus per a la producció i el desenvolupament es basa en RISC-V, i els seus beneficis són propers al que desitgen les parts interessades de la universitat, que són els principals membres del Centre Tecnològic de Semiconductors d'avantguarda del Japó (LSTC). (a causa de la seva arquitectura oberta). A més, es diu que el repte més gran de l'arquitectura rellevant és l'optimització de la canonada de càlcul, i maximitzar la tecnologia de microfabricació també és un tema important per tal de realitzar una canonada de diverses etapes.
El 2 d'abril 2024, el Ministeri d'Economia, Comerç i Indústria del Japó va anunciar que aportaria fins de JP ￥590.000 milions suport addicional a Rapidus. Incloent els de JP ￥330.000 milions subvencions que ja s'han decidit, l'import total del suport arribarà a gairebé de JP ￥1 bilió.
L'11 d'abril 2024, la companyia va anunciar l'establiment d'una nova empresa, Rapidus Design Solutions, a Silicon Valley, Estats Units. Henri Richard va ser nomenat president. A més de vendre a les principals empreses de TI nord-americanes, Rapidus Design Solutions té com a objectiu assegurar enginyers de programari i disseny per crear semiconductors que compleixin les sol·licituds dels clients.